# Oya (éditeur)
Pour les articles homonymes, voir Oya (homonymie).
 (octobre 2014).
Oya est un éditeur et distributeur français de jeux de société créé en 1995.
Oya dispose également d'un bar ludique, qualifié de café à jeux par le journal L’Humanité ou de bar à jeux par la radio Le Mouv’, dans le 13e arrondissement de Paris. Plus de 500 jeux sont disponibles couvrant tous les genres ludiques, ce qui permet à Oya de faire essayer les jeux qu'il publie et ceux qu'il distribue (Amigo, Ravensburger, Hans im Glück…).

## Jeux édités
- Antique et Antique duellum
- Can’t Stop[6]
- Cartagena
- Coloretto
- Las Vegas Boulevard (extension pour Las Vegas)
- Limes
- Mamma Mia !, de Uwe Rosenberg
- Spectaculum, jeu boursier
- Crazy Kick
- Stop
- Ricochet Robots, jeu d’Alex Randolph
- Duckomenta (version délirante du jeu Modern Art de Reiner Knizia, détourné par le collectif Interduck)
- Siberia (adaptation en jeu de cartes du jeu de plateau éponyme)
- Paf la mouche (jeu d’observation et de réflexes)
- Pas de bras…
- Glastonbury
- Groin devant
- Bois Joli, jeu de Jacques Zeimet
- Chantilly
- Le Jeu du Chat Fou